# Axel Süphke
Axel Süphke (* 1967 in Kiel) lernte von 1994 bis 1997 Bildhauer an der Werkkunstschule Flensburg.

## Ausstellungen
- Mai 1997: Gemeinschaftsausstellung im Oktopusgarden/Flensburg
- Juni 1999: Gemeinschaftsausstellung am Ostseepark in Flensburg. Thema: „Wurzeln und Freiheit“  Skulptur: „Die Blume“ verbleibt in Stadtbesitz
- Juli–September 2000: Teilnahme bei „KIK“(Kunst im Kurpark) in Malente, Schleswig-Holstein
- Juni 2001: 2. Preis beim bundesdeutschen Ice-Carving-Wettbewerb
- Pfingsten 2002: Bildhauersymposium in Schattin, Mecklenburg-Vorpommern
- Juni–Juli 2003: Ausstellung im Kurpark Malente(„Nabelkreis“)
- September 2003: Gemeinschaftsausstellung „Mensch, Pflanze, Stuhl“, Galerie „Defacto Art“, Lübeck
- Juni 2004: Teilnahme und Ausstellung bei der Neuenburger Kunstwoche
- Mai–August 2005: Ausstellung in Rostock und Schwerin

## Skulpturen im öffentlichen Raum
- Jul.–Sept. 1997: Fischerdenkmal für die Gemeinde Kellenhusen
- Okt. 1997: Relief für Kriegerdenkmal der Gemeinde Kellenhusen
- Nov. 1997-März 1998: Bau einer Arche Noah mit Skulpturen für die Nordelbische Kirche
- Mai–Aug. 1998: Skulptur „Die Bogenhalterin“ für den Flensburger Stadtpark
- Mai 2001: Relief für die „Peter Pan“, Gemeinschaftsarbeit mit Traute Ohlenbusch
- Juni–September 2001: Skulpturenensemble „Begegnung“ für die „Peter Pan“, Gemeinschaftsarbeit mit Traute Ohlenbusch
- Juli–August 2003: Skulptur „Wächter“ (Kunst am Bau), Auftragsarbeit für die Grund-, Haupt- und Realschule in Hutzfeld (Ostholstein)
- März 2004: 14 m langes Autorelief für Hausfassade in Düsseldorf
- Oktober 2004: Skulptur für die Marseille-Klinik in Hamburg
- November 2004: „Hockende“, Kunstband am Wattenmeer, Tönning
- Oktober 2005: Skulptur „Petrus“ für das Fischereiamt in Neustadt in Holstein
- März – Mai 2006: Skulpturensemble „Kontakt“ als Kunst am Bau für die Steinkampschule Neustadt in Holstein